# Рангел Игнатов
Рангел Георгиев Игнатов е български писател, драматург и сценарист.

## Биография и творчество
Роден е в Пловдив на 5 декември 1927 г. Баща му, Георги Игнатов, е участник в Балканската, Междусъюзническата и Първата световна война, кавалер на два сребърни ордена за храброст, участвал в превземането на Одринската крепост, като артилерист при форта Айваз Баба.
Завършва Висшето народно военно артилерийско училище (ВНВАУ) „Г. Димитров“, а после и българска филология.
В годините 1971-1974 Рангел Игнатов е директор на Военния театър, където наема на работа актьора Стефан Данаилов.
В продължение на 13 години писателят работи и във Военното издателство като редактор, там се проявява и като отличен преводач на специализирана армейска литература.
Сред творчеството му се открояват романите „Дълг“, „Сбогом, любов“, „Големият жребий“, „През бурята“, „Късче небе за трима“ и „Разгневеното слънце“, новелата „Покойникът“ и пиесите „Законодателят“ и „Съд на честта“. Сценарист е и на филмите „Цитаделата отговори“ – (1970), „Бялата одисея“ (1973). Съсценарист е на филмите „Късче небе за трима“ (1965) и „Зарево над Драва“ (1974).
Рангел Игнатов е сценарист и на 3-сериен телевизионен филм по романа му „Сбогом любов“ (1974), режисьор на който е Мариана Евстатиева-Биолчева.
Последният му роман е „Разгневеното слънце“. За тази своя книга Рангел Игнатов казва, че е негова изповед, нравствена равносметка и освобождаване от призраците на миналото. Романът описва трагичното десетилетие от новата ни история в годините 1945 – 1953 г. Разказва за жестокия терор, за насаждане на сталинския социализъм, за социалното и духовното развитие на българите. „Разгневеното слънце“ е последната книга от трилогията с един главен герой – Лазар Вангелов. Първите две книги „Големият жребий“ (1979) и „През бурята“ (1983) излизат в две издания и са преведени на руски език. В тях по съвсем нов начин, от нова гледна точка, авторът разказва за драматичните събития от новата ни история. 
Неговото послание към младите български писатели: 
| „ | Не се отчайвате от безразличието на епохата ни, и ако Ви прави удоволствие, пишете! Не вярвайте в илюзии, не бъдете проповедници и съдници на хората. Това време отмина. И ако все пак ратувате за литературата, правете сценарии за телевизионни и игрални филми, било то и за т. нар. сапунки. Вложете вкус, интелигентност и отговорност пред зрителя... | “ |

| „ | Из „Сбогом любов“: - Някога жените се изчервявали като се засрамвали, а сега се засрамвали ако се изчервят. - Единственото нещо, което не може да ни се отнеме, е свободата да имаме пороци. - Един бог знае защо сме създадени такива: вечно недоволни. Постигаш една мечта и в теб вече се поражда неудовлетвореност. Неудовлетвореността подхранва нова мечта. Може би човекът върви напред, защото винаги е недоволен от себе си. Не се плашете да бъдете неудовлетворени. Страшно е, когато сте сити. Няма по-щастливо същество от вола, когато лежи на хълбок и преживя. - Като семена, мислеше си тя. Вятърът ни носи и никой не пада там, където иска. | “ |

През летата на 70-те, 80-те и 90-те години на ХХ век, той пише в личната си къща в село Боженците. По време на социализма, архитектурният резерват е място, където са живели и творили, автори като Слав Караславов, Красимир Кюркчийски, Станислав Сивриев, Андрей Германов, Орлин Василев, Тодор Динов, негови лични приятели.
През годините в бил женен два пъти. Първата му съпруга е Мара Андреева. Първородният им син умира на 2 г. след боледуване. Години по-късно се развежда и се жени повторно за актрисата Елена Райнова.
Рангел Игнатов е член на Съюза на българските писатели и член на Филмаутор.
Късните години от живота си той прекарва в София. След кратко боледуване умира на 17 февруари 2015 г. в град София на 87 години. 
| „              | Tи мислил ли си за смъртта? Трябва да се помириш и да я приемеш. Кълновете на това смирение зреят в нас от оня миг, в който приемаме, че смъртта съществува. Тя е състояние подобно на живеенето. Цял живот се подготвяме за нея, както бременната жена се подготвя за раждане. Нали жените се боят само от преждевременно раждане? | “ |
| Рангел Игнатов | |   |

## Филмография
- Зарево над Драва (1974)
- Сбогом любов (3-сер. тв, 1974)
- Бялата одисея (1973)
- Цитаделата отговори (1970)
- Късче небе за трима (1965)

### Самостоятелни романи и повести
- „Дълг“ (1957)
- „Късче небе за трима“ (1962)
- „Сбогом, любов“ (1965)
- „Войникът и жената“ (1982)
- „Цитаделата отговори“ (1990)

### Поредица „Лазар Вангелов“
1. „Големият жребий“ (1979)
2. „През бурята“ (1983)
3. „Разгневеното слънце“ (2007)

### Пиеси
- „Съд на честта“ (1974)
- „Разпятието“ (1976)
- „Законодателят“ (1978)

### Детска литература
- „Неуловимият Шишко“ (1969)

### Сборници
- „Митьо от Равногоре“ (1954) – разкази
- „Мечтата на Стоян“ (1956) – разкази
- „Човешка голгота“ (1959) – новели
- „Искри от огъня“ (1964) – разкази
- „В сянката на ливадите“ (1968) – разкази

### Новели
- „Покойникът“

### Документалистика
- „Бюро Д-р Делиус“ (1966) – с Господин Гочев, повест за дейността на германското разузнаване в България през Втората световна война